# سیارک ۵۲۵۸۹
سیارک ۵۲۵۸۹ (به انگلیسی: 52589 Montviloff، نامگذاری:1997PY3) پنجاه و دو هزار و پانصد و هشتاد و نهمین سیارک کشف شده‌است که در ۱۲ اوت ۱۹۹۷ کشف شد.